# Amathusia gunneryi
Amathusia gunneryi är en fjärilsart som beskrevs av Corbet och Henry Maurice Pendlebury 1936. Amathusia gunneryi ingår i släktet Amathusia och familjen praktfjärilar. Inga underarter finns listade i Catalogue of Life.